# Římskokatolická farnost Kašava
Římskokatolická farnost Kašava je územní společenství římských katolíků s farním kostelem svaté Kateřiny v děkanátu Vizovice. 

## Historie farnosti
Existence kostela v obci je doložena roku 1480. Fara zanikla na přelomu 16. a 17. století a dřevěný kostel postupně chátral. Proto byl v polovině 18. století postaven nový kamenný kostel.

## Duchovní správci
Po dobu, kdy nebyla v Kašavě fara, spravoval zdejší farnost farář ze Slušovic. Duchovní správa byla na Kašavě obnovena v roce 1762, kněz byl přítomen ve farnosti až do roku 2000, od té doby spravuje farnost jako administrátor excurrendo farář z Lukova. Tím je od července 2014 R. D. Mgr. Jan Mach.

## Bohoslužby
| Kostel         | Místo  | Bohoslužba (den)           | Hodina                                        | Poznámka     |
| -------------- | ------ | -------------------------- | --------------------------------------------- | ------------ |
| svaté Kateřiny | Kašava | neděle středa pátek sobota | 9.00 16.00 (zimní čas)17.45 (letní čas) 17.30 | farní kostel |

## Aktivity ve farnosti
Farnost se v roce 2016 zapojila do projektu Noc kostelů. 
Ve farnosti se pravidelně pořádá tříkrálová sbírka. V roce 2017 se vybralo v Kašavě 36 896 korun, v Držkové 13 051 korun a ve Vlčkové 11 185 korun.